# Treasures of the Deep
Treasures of the Deep es un videojuego lanzado para PlayStation. El jugador controla a un explorador submarino que recorre los mares en varias parte del mundo en busca de tesoros mientras realiza varias misiones, definiéndose de piratas hostiles y animales marinos. Fue desarrollado por Black Ops Entertainment. El juego fue publicado en Norteamérica por Namco y por Sony Computer Entertainment en Europa. El juego fue elogiado crítica gracias a su convincente atmósfera submarina. La banda sonora del juego fue creada por el compositor de videojuegos Tommy Tallarico.

## Mecánica de Juego
El juego en Treasures of the Deep se centra en la exploración submarina. el jugador puede equiparse con trajes de neopreno y sumergibles gradualmente más poderosos para un solo hombre, con el fin de cumplir objetivos como tapar fugas de petróleo bajo el agua, explorar naufragios, recuperar víctimas de accidentes de avión y destruir instalaciones hostiles. Encontrar tesoros es un objetivo secundario.
Las gemas antiguas de un barco hundido pueden usarse para mejorar armas, equipos y submarinos. Varios niveles de vida silvestre pueblan los niveles, incluidos los tiburones que atacan al jugador y los buzos y animales que sangran. El jugador es multado por matar especies inofensivas y en peligro de extinción.
El juego tiene lugar en 14 ubicaciones submarinas diversas, que van desde el Triángulo de las Bermudas hasta la Antártida. Los niveles están diseñados para evocar un entorno claustrofóbico y de mal humor. Hay un nivel desbloqueable de 'bonificación': Atlantis. Cuando el jugador obtiene una puntuación alta, se desbloquea temporalmente otro nivel de bonificación, 'Shark Attack', donde el jugador controla un tiburón y tiene como objetivo comer tantas criaturas marinas y buceadores como sea posible antes de que acabe el tiempo.

## Argumento
El protagonista del juego es Jack Runyan, un ex-Navy SEAL y veterano de la guerra del golfo, ahora contratado por la Agencia de Mercenarios Submarinos (UMA), que opera en una base submarina cerca de la isla de Vieques. Las primeras misiones comprenden incursiones en el galeón español hundido Concepción en la trinchera de Puerto Rico, el oro nazista perdido entre el mar Jónico, los tesoros aztecas en tumbas submarinas cerca de la península de Yucatán y la incursión del estrecho de Ormuz.
Durante el juego, el jugador participa en la lucha contra Simon Black, el jefe de Seismic Corp, una organización que ha estado realizando actividades ilícitas. En respuesta a la participación de UMA, Black comete una ola de terrorismo en los océanos del mundo, como bombardear los arrecifes de coral con radiación, provocar actividad sísmica y derribar el transbordador espacial Atlantis para evitar el despliegue de un satélite espía.
En el clímax del juego, se descubren los cuarteles secretos de Black dentro de las cavernas de hielo en la Antártida, donde el jugador se enfrenta y destruye a Black junto con su vehículo personal de combate submarino.